# Dualla Misipo
Dualla Misipo (* 4. Juni 1901 in Douala, Kamerun; † 1973) war ein in der deutschen Kolonie Kamerun geborener Schriftsteller und politischer Aktivist.

## Leben
Misipos Vater, Thomas Missipo Molobi, war ein Angehöriger der Oberschicht in Douala und arbeitete als Postbeamter in Kamerun. Dualla Misipo, der der gleichen königlichen Familie angehörte wie Rudolf Duala Manga Bell, kam, nachdem er die deutsche Regierungsschule in Doula besucht hatte, im Jahr 1913 in Begleitung eines deutschen Beamten auf der Eleonora Woermann nach Deutschland und ging in Herborn zur Schule. Dort lebte er bei seinem Adoptivvater, dem Kaufmann Louis Hans und dessen Frau Karoline Hermine Antonie, die er „Onkel“ und „Tante“ nannte. 1916 absolvierte er eine Ingenieursausbildung. Er schrieb sich offenbar zu einem Medizinstudium an der Universität Gießen ein, das er aber nicht weiter verfolgte.
In den 1920er Jahren trat Misipo wie viele emigrierte Kameruner als Jazz-Musiker auf, hatte aber keine lange Karriere als solcher.  Seine Frau, Luise Dutine, lernte er vermutlich in Frankfurter Studentenkreisen kennen, in denen er sich in den 1920er Jahren aufhielt. Das erste Kind, der Sohn Ekwé, wurde unehelich 1926 geboren (zwei später geborene Kinder starben sehr früh), während Luise weiterhin bei ihren Eltern lebte, bis ihre Mutter starb und ihr Vater wegzog. Das Paar heiratete 1930. „Mischehen“ waren sozial stigmatisiert und rassistischen Angriffen ausgesetzt, angefeuert schon in den 1920er Jahren durch die Propaganda gegen die „Schwarze Schmach“ während der alliierten Rheinlandbesetzung, gegen die sich Misipo in dem von ihm gegründeten kurzlebigen Verband deutscher Neger engagiert hatte. In der Weimarer Republik hatte Misipo eine Stelle als Assistent des Ethnologen Leo Frobenius.

### Im Nationalsozialismus
Während des Nationalsozialismus war die Familie verstärkt rassistischen Angriffen ausgesetzt. Wenn das Ehepaar etwa zusammen spazieren oder ins Theater ging, wurde es verbal angegangen, bei Spaziergängen von Luise mit dem Sohn wurde dieser von SA-Mitgliedern angespuckt und bei Besuchen von NSDAP-Parteikadern wurde ihr nahegelegt, sich von Dualla zu trennen. Eine Kampagne in der Lokalzeitung Frankfurter Volksblatt gegen Misipo und seine Familie machte es ihm (er hatte zuvor nach eigenen Angaben als Bakteriologe gearbeitet) und Luise unmöglich, eine Arbeit zu finden. 1937 wurden den Misipos durch die Frankfurter Polizei die deutschen Papiere entzogen und das Paar floh nach Frankreich. Dort bemühte sich Misipo um eine Rückkehr nach Kamerun, die aber die französischen Behörden ablehnten, weil sie schwarze Männer mit weißen Frauen als Gefahr für die nun französische Kolonie Kamerun sahen und den Verdacht hatten, dass Misipo mit den Deutschen sympathisiere. Er erhielt im November 1937 eine Stelle in einem Pariser Labor. Die Wohnung der Misipos hatten sie mit Unterstützung der Kirche gefunden, später nahmen sie auch andere aus Deutschland geflüchtete Schwarze auf. Die Familie blieb auch während der deutschen Besetzung Frankreichs in Paris. Misipo hatte 1939 seine Arbeit verloren und einen Job als Kellner angenommen, wodurch er im Restaurant den rassistischen Kommentaren deutscher Offiziere zuhören musste und in Angst vor der Verfolgung durch die Gestapo lebte. Nach dem Krieg blieb Misipo in Frankreich. Er veröffentlichte in einigen deutschen Zeitschriften und drückte so seine Unzufriedenheit mit dem Konzept der Négritude aus.

## Werk
Sarah Lennox sieht Misipo als einen der ersten postkolonialen Schriftsteller Deutschlands. Sein teilweise autobiographischer Roman Der Junge aus Duala: Ein Regierungsschüler erzählt, dessen Entstehungszeit unklar ist, wurde 1973 in Form eines abgedruckten getippten Manuskripts verbreitet. 2022 erschien der Roman als Neuauflage beim Rüdiger Köppe Verlag. Gianna Zocco sieht in ihm „eines der sehr raren Zeugnisse davon, wie Schwarze Menschen selbst den deutschen Kolonialismus und seine Auswirkungen wahrgenommen haben“. Misipos zweite größte Veröffentlichung, das Epos Korrongo: Das Lied der Waganna, greift auf eine klassische kamerunische Erzählung zurück. Das Buch zeige wie Der Junge aus Duala laut George Joseph „das Talent eines fähigen Schriftstellers, der ein großes Wissen über afrikanische Traditionen mit einer lebhaften Erzählweise verbindet“. Albert Gouaffo sieht in Misipos Werk eine „Dekonstruktion der deutschen Afrikanistik durch die afrikanische Diaspora“, die rassische und rassistische Wahrnehmungen von Afrika und Afrikanern herausfordere und kritisiere.

## Romanausgaben
- Der Junge aus Duala. Ein Regierungsschüler erzählt... Herausgegeben von Jürg Schneider. Rüdiger Köppe Verlag, Köln 2022, ISBN 978-3-89645-182-8.
- Korrongo, das Lied der Waganna. Ilmgau Verlag, Pfaffenhofen/Ilm 1961.